# Joost van Oostrum
J.H.A. (Joost) van Oostrum (Utrecht, 4 december 1969) is een Nederlands bioloog, politicus en bestuurder. Hij is lid van de VVD. Sinds 4 juli 2014 is hij burgemeester van Berkelland.

## Maatschappelijke loopbaan

### Studie
Van 1982 tot 1988 ging Van Oostrum naar het atheneum op het St. Bonifatiuscollege. Van 1988 tot 1993 studeerde hij biologie aan de Universiteit Utrecht. Hij volgde bijvakken aan de Landbouwuniversiteit Wageningen. Na zijn studie was hij onder meer werkzaam als marktonderzoeker. Hij volgde diverse cursussen en trainingen op het gebied van mediatraining, presentatietechniek, discussietechniek, campagne voeren en Provinciale Staten.

### Loopbaan
Van 1994 tot 1995 was Van Oostrum administratief medewerker bij Wegener Uitgeverij Midden Nederland. Van 1996 tot 1997 was hij dataprocessor bij Marketresponse Nederland. Van 1998 tot 1999 was hij coördinator datacontrol bij Schuitema/Trade Service Nederland. Van 1999 tot 2000 was hij assortimentsmanager kruidenierswaren bij de NatuurvoedingsWinkelOrganisatie. Van 2000 tot 2001 keerde hij terug bij Marketresponse Nederland als senior teamleider dataprocessing.

## Politieke loopbaan

### Houten
Daarnaast was Van Oostrum ook actief in de lokale politiek. Zo was hij van 1993 tot 1994 lid van de schaduwfractie van de VVD in Houten. Van 1994 tot 1998 was hij er commissielid. Hij was er van 1998 tot 2002 gemeenteraadslid. Hij was er lid van de raadscommissies economische zaken & milieu (1994–1996), samenleving (1998–2001), ruimtelijke ordening (1994–2001) en van de klankbordgroep Fort Blauwkapel (1998–2000).
Van 2001 tot 2007 was Van Oostrum er wethouder. Hij was verantwoordelijk voor economische zaken, openbare werken (tot 2006), grondbedrijf, milieu (tot 2002), bouwzaken (tot 2002 en vanaf 2006), financiën (2002–2006), ruimtelijke ordening (vanaf 2006) en verkeer & vervoer (vanaf 2006). Vanaf 2006 was hij tevens eerste locoburgemeester.

### Utrecht
Daarnaast was Van Oostrum van 2003 tot 2007 Statenlid van Utrecht. Hij was er lid van de Statencommissies zorg & welzijn (2003–2004), water & milieu (2003–2007), plaatsvervangend voorzitter van de commissie water & milieu (2003–2007) en plaatsvervangend lid van het presidium (2003–2007).

## Burgemeester

### Rhenen
Van 15 maart 2007 tot 4 juli 2014 was Van Oostrum burgemeester van Rhenen. In 2012 werd er Koninginnedag gevierd met de koninklijke familie. Hij werd er verantwoordelijk voor informatie & automatisering, politie, brandweer, rampenbestrijding, veiligheid, kabinetszaken, communicatie, P&O, dienstverlening, coördinatie van bestuur en beleid, recreatie & toerisme, cultuur, archief, Heel de Heuvelrug, bestuurlijke samenwerking, integrale handhaving, huiselijk geweld, grondexploitatie & grondzaken en 75 jaar Grebbeberg.

### Berkelland
Op 4 juli 2014 werd Van Oostrum burgemeester van Berkelland. Hij werd er verantwoordelijk voor openbare orde & veiligheid (incl. ondermijning, excl. informatieveiligheid), handhaving, internationale betrekkingen, regionale/bestuurlijke samenwerking, P10, opvang vluchtelingen, bestuurlijke vernieuwing, afwikkeling corona, archief, Erfgoedcentrum Achterhoek en Liemers (ECAL), communicatie en lokale omroep.

## Nevenfuncties

### Houten/Utrecht
Van Oostrum was van 1996 tot 1998 afdelingsbestuurlid van de VVD in Houten/Schalkwijk. Van 2002 tot 2007 was hij secretaris van de VVD bestuurdersvereniging in de provincie Utrecht.

### Niet ambtshalve
Naast zijn nevenfuncties als burgemeester werd Van Oostrum buitengewoon ambtenaar van de burgerlijke stand, voorzitter van de Koninklijke Nederlandsche Wielren Unie (KNWU) district Oost, voorzitter van de raad van toezicht van Landschapsbeheer Gelderland, van de Onderwijsspecialisten en van LandschappenNL, lid van de raad van toezicht van de Bosgroep Midden Nederland, koersdirecteur van de Ronde van de Achterhoek, en voorzitter van Stichting RIONED en van de Vereniging Organisatoren Wielerwedstrijden.

## Persoonlijk
Van Oostrum werd geboren en getogen in Utrecht als zoon van een melkboer. Hij groeide op in een katholieke omgeving. Zijn opa was voorzitter van de Katholieke Melkcentrale in Utrecht. Zijn oom was namens het CDA wethouder. Hij trouwde en kreeg drie kinderen.

## Publicaties
- Jos Dekker, Joost van Oostrum: Algemene natuur; strategieën voor normstelling. Landschap 11,1:49-54 (1994);[2]
- Oostrum, J.H.A. van & J. Dekker: Natuur van de ‘witte’ en ‘grijze’ gebieden. De Levende Natuur 95 (6): 220-224 (1994);[2]
- Aerts, R., Huiszoon, A., Van Oostrum, J.H.A., Van de Vijver, C.A.D.M. & Willems, J.H.: The potential for heathland restoration on formerly arable land at a site in Drente, The Netherlands. Journal of Applied Ecology 32: 827-835 (1995).[2]